# Цингулаторни кортекс
Цингулаторни кортекс (лат. cortex cingularis, gyrus cinguli, негде и цингуларни кортекс) је део мозга који се налази у медијалном аспекту мождане коре. Цингулаторни кортекс обухвата цео цингулараторни гирус, који лежи непосредно изнад жуљевитог тела, и његов наставак у цингулаторном сулкусу. Цингулаторни кортекс се обично сматра делом лимбичког режња.
Прима информације из таламуса и неокортекса и пројектује се у енторинални кортекс преко цингулума. То је саставни део лимбичког система, који је укључен у формирање и обраду емоција, учење, и памћење. Комбинација ове три функције чини цингулаторни гирус веома утицајним у повезивању мотивационих исхода са понашањем (нпр. одређена радња је изазвала позитиван емоционални одговор, што резултира учењем). Ова улога чини цингулаторни кортекс веома важним код поремећаја као што су депресија и схизофренија. Такође игра улогу у извршној функцији и контроли дисања.

## Структура
На основу церебралне цитоархитектонике подељен је на Бродманове области 23, 24, 26, 29, 30, 31, 32 и 33. Области 26, 29 и 30 се обично називају ретроспленијална подручја.

### Антериорни цингулаторни кортекс
АЦК одговара Бродмановим областима 24, 32 и 33 и ЛА Константина фон Економа, Бејлија и фон Бонина. АЦК се напред наставља субгенуално подручје (Бродманова област 25), које се налази испод genu corpus callosum-а). Цитоархитектонски је агрануларан. Има гирални и браздасти део. Предњи цингуларни кортекс се даље може поделити на перигенуални предњи цингуларни кортекс (близу генуа) и средњи кортекс. Предњи цингуларни кортекс прима првенствено своје аферентне аксоне из интраламинарног и средњег таламичног једра (види таламус). Предње једро прима мамило-таламичке афере. Мамиларни неурони примају аксоне из субикулума. Целина формира неуронско коло у лимбичком систему познато као Папезово коло. Предњи цингуларни кортекс шаље аксоне у предње језгро и кроз цингулум у друге Брокине лимбичке области. АЦК је укључен у процесе откривања грешака и конфликата.

### Постериорни цингулаторни кортекс
Ово  подручје одговара областима 23 и 31. Његова ћелијска структура је зрнаста. Позади га прати ретроспленијални кортекс (област 29). Дорзално је грануларна област 31. Задњи цингулаторни кортекс прима велики део својих аферентних аксона од површног једра (или nucleus superior) таламуса, који сам прима аферентне аксоне. У извесној мери тако дуплира Папезово коло. Такође прима директне аференте из субикулума хипокампуса. Хипометаболизам задњег цингулаторног кортекса (са 18F-FDG PET) је дефинисан код Алцхајмерове болести.

### Улазне информације у ПЦГ
Експеримент ретроградног праћења на макаки мајмунима открио је да су вентрално предње једро (VA) и вентрално латерално једро (VL) таламуса повезани са моторним областима цингуларног сулкуса. Ретроспленијална регија (Бродманова област 26, 29 и 30) цингуларног гируса може се поделити на три дела: тј. ретроспленијални грануларни кортекс А, ретроспленијални грануларни кортекс Б и ретроспленијални дисгрануларни кортекс. Хипокампална формација шаље густе пројекције ретроспленијалном грануларном кортексу А и Б и мање пројекција ретроспленијалном дисгрануларном кортексу. Постсубикулум шаље пројекције ретроспленијалном грануларном кортексу А и Б и ретроспленијалном дисгрануларном кортексу. Дорзални субикулум шаље пројекције ретроспленијалном грануларном кортексу Б, док вентрални субикулум шаље пројекције ретроспленијалном грануларном кортексу А. Енторинални кортекс – каудални делови – шаље пројекције ретроспленијалном дисгрануларном кортексу.

### Долазне информације из ПЦГ
Рострални цингулативни гирус (Бродманова област 32) пројектује се у рострални горњи темпорални гирус, мидорбитофронтални кортекс и латерални префронтални кортекс. Вентрални предњи цингулативни гирус (Бродманова област 24) шаље пројекције у предњи инсуларни кортекс, премоторни кортекс (Бродманова област 6), Бродманова област 8, периринално подручје, орбитофронтални кортекс (Бродманова област 12), латеробазално једро амигдале и рострални део доњег паријеталног лобула. Убризгавање аглутинина пшеничних клица и коњугата пероксидазе рена у предњи цингулативни гирус мачака, открило је да предњи цингулативни гирус има реципрочне везе са ростралним делом таламичног задњег латералног једра и ростралним крајем пулвинара. Постсубикулум прима пројекције из ретроспленалног дисгрануларног кортекса и ретроспленалног грануларног кортекса А и Б. Парасубикулум прима пројекције из ретроспленалног дисгрануларног кортекса и ретроспленалног грануларног кортекса А. Каудални и латерални делови енториналног кортекса добијају пројекције из ретроспленалног дисгрануларног кортекса, док каудални медијални енторинални кортекс прима пројекције из ретроспленалног грануларног кортекса А. Ретроспленални дисгрануларни кортекс шаље пројекције у периринални кортекс. Ретроспленални грануларни кортекс А шаље пројекцију у рострални пресубикулум.

### Долазне информације из ЗЦГ
Задњи цингуларни кортекс (Бродманова област 23) шаље пројекције у дорзолатерални префронтални кортекс (Бродманова област 9), предњи префронтални кортекс (Бродманова област 10), орбитофронтални кортекс (Бродманова област 11), парахипокампални гирус, задњи део доњег паријеталног лобула, пресубикулум, горњи темпорални сулкус и ретроспленијалну регију. Ретроспленијални кортекс и каудални део цингуларног кортекса повезани су са ростралним префронталним кортексом преко цингуларног фасцикула код макаки мајмуна. Утврђено је да је вентрални задњи цингуларни кортекс реципрочно повезан са каудалним делом задњег паријеталног режња код резус мајмуна. Такође, медијални задњи паријетални кортекс је повезан са задњом вентралном обалом цингуларног сулкуса.

### Остале везе
Предњи цингулат је повезан са задњим цингулатом код зечева. Задњи цингуларни гирус је повезан са ретроспленијалним кортексом и ова веза је део дорзалног сплениума жуљевитог тела. Предњи и задњи цингуларни гирус и ретроспленијални кортекс шаљу пројекције у субикулум и пресубицулум.

## Клинички значај

### Схизофренија
Користећи тродимензионалну процедуру магнетне резонанце за мерење запремине ростралног предњег цингуларног гируса (перигенуални цингуларни гирус), Такахаши и др. (2003) су открили да је рострални предњи цингуларни гирус већи код контролних (здравих) жена него код мушкараца, али ова разлика између полова није пронађена код особа са шизофренијом. Особе са шизофренијом су такође имале мању запремину перигенуалног цингуларног гируса него контролни субјекти. Хазнедар и др. (2004) су проучавали брзину метаболизма глукозе у предњем и задњем цингуларном гирусу код особа са шизофренијом, шизотипним поремећајем личности (СПЛ) и упоредили их са контролном групом. Утврђено је да је брзина метаболизма глукозе нижа у левом предњем цингуларном гирусу и десном задњем цингуларном гирусу код особа са шизофренијом у односу на контролну групу. Иако се очекивало да ће особе са СПЛ показати брзину метаболизма глукозе негде између особе са шизофренијом и контролне групе, оне су заправо имале већу брзину метаболизма глукозе у левом задњем цингуларном гирусу. Запремина левог предњег цингуларног гируса била је смањена код особа са шизофренијом у поређењу са контролном групом, али није било разлике између особа са СДП и особа са шизофренијом. Из ових резултата изгледа да су шизофренија и СДП два различита поремећаја.
Студија о запремини сиве и беле масе у предњем цингуларном гирусу код особа са шизофренијом и њихових здравих рођака првог и другог степена сродства није открила значајну разлику у запремини беле масе код особа са шизофренијом и њихових здравих рођака. Ипак, откривена је значајна разлика у запремини сиве масе, особе са шизофренијом имале су мању запремину сиве масе од својих рођака другог степена сродства, али не у односу на своје рођаке првог степена. И особа са шизофренијом и њихови здрави рођаци првог степена имају мању запремину сиве масе од здравих рођака другог степена сродства. Изгледа да су гени одговорни за смањену запремину сиве масе код особа са шизофренијом.
Фуџивара и др. (2007) су спровели експеримент у којем су корелирали величину предњег цингуларног гируса код особа са шизофренијом са њиховим функционисањем на социјалну когницију, психопатологију и емоције код контролне групе. Што је величина предњег цингуларног гируса била мања, то је ниво социјалног функционисања био нижи, а психопатологија виша код особа са шизофренијом. Утврђено је да је предњи цингуларни гирус билатерално мањи код особа са шизофренијом у поређењу са контролном групом. Није пронађена разлика у тестовима интелигенције и основним визуоперцептивним способностима са фацијалним стимулусима између особа са шизофренијом и контролне групе.

#### Резиме
Људи са схизофренијом имају разлике у предњем цингуларном гирусу у поређењу са контролним групама. Утврђено је да је предњи цингуларни гирус мањи код људи са схизофренијом. Утврђено је и да је запремина сиве масе у предњем цингуларном гирусу мања.  Здраве женске особе имају већи рострални предњи цингуларни гирус од мушкараца, док је ова полна разлика у величини је одсутна код особа са схизофренијом. Метаболичка стопа глукозе била је нижа у левом предњем цингулатном гирусу и у десном задњем цингулатном гирусу.
Поред промена у цингуларном кортексу, више можданих структура показује промене код људи са схизофренијом у поређењу са контролном групом. Утврђено је да је хипокампус код људи са схизофренијом мањи у поређењу са контролном групом исте старосне групе, и, сходно томе, каудат и путамен су мањи по запремини у лонгитудиналној студији људи са схизофренијом. Док је запремина сиве масе мања, величина бочне и треће коморе је већа код особа са схизофренијом.

### Депресија
Цигулаторни гирус је у великој мери укључен у депресивне поремећаје. Посебно је важан субгенуални регион, који лежи испод генуа жуљевитог тела. Ова локација је мета терапије дубоке мождане стимулације за депресију, инвазивне терапије која се користи када су све друге методе лечења неуспешне.
Утврђено је да изоловани мождани удар цингуларног гируса изазива депресију, потенцијално имплицирајући овај регион у депресију, која се може јавити након можданог удара већег дела мозга.

### Когнитивно оштећење везано за старост
Цингулатни кортекс игра кључну улогу у когнитивном старењу, посебно у цингуло-оперкуларном. Већа повезаност у цингуло-оперкуларној мрежи повезана је са бољом епизодичком меморијом, пажњом и извршном функцијом, али опада са годинама, утичући на когнитивне перформансе. Смањена повезаност у предњем цингуларном кортексу унутар салијентне мреже корелира са когнитивним пропадањем. Смањење цингуло-оперкуларне повезаности повезано са узрастом, посебно у левој инсули, посредује у смањењу брзине визуелне обраде. Његова предиктивна вредност у моделима старења наглашава његов потенцијал као биомаркера за когнитивно пропадање.

## Историја
Cingulum на латинском значи „појас“. Назив је вероватно изабран зато што овај кортекс великим делом окружује жуљевито тело. Цингулатни кортекс је део Брокиног „grand lobe limbique“ (1878) који се састојао од горњег цингуларног дела (супракалосалног) и доњег хипокампијског дела (инфракалосалног). Лимбички режањ је Брока одвојио од остатка кортекса из два разлога: прво зато што није увијен, а други зато што су гируси усмерени парасагитално (за разлику од попречне гирификације). Пошто се парасагитална гирификација примећује код врста које нису примати, лимбички режањ је стога проглашен „дивљим“. Као и код других делова кортекса, и даље постоје неслагања у вези са границама и именовањем. Бродман (1909) је даље разликовао подручја 24 (предњи цингулат) и 23 (постериор) на основу грануларности. Недавно је укључен као део лимбичког режња у Terminologia Anatomica (1998) према фон Економовом (1925) систему.

## Галерија
- Медијална површина мождане хемисфере. Медијални поглед. Дубока дисекција.
- Медијална површина мождане хемисфере. Медијални поглед. Дубока дисекција.
- Медијална површина мождане хемисфере. Медијални поглед. Дубока дисекција.
- 3Д приказ цингуларног гируса (зеленог) и парацингуларног гируса (жутог) у просечном људском мозгу